# Sèries de Campionat de la Lliga Americana
A la Major League Baseball, les Sèries de Campionat de la Lliga Americana són les eliminatòries finals de la Lliga Americana de Beisbol.

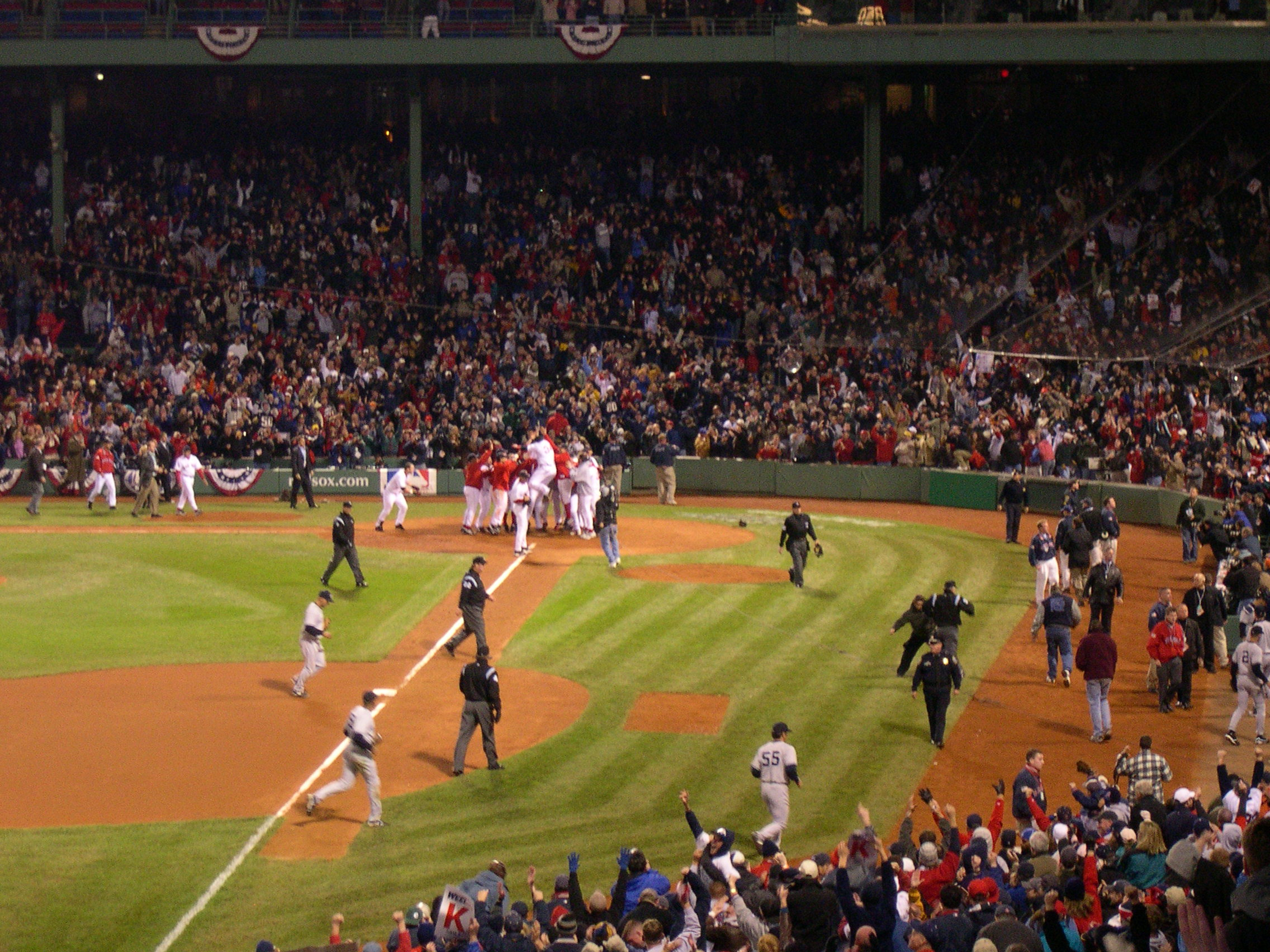
El batedor designat dels Boston Red Sox, David Ortiz, salta a la placa de casa després de guanyar el quart partit de la sèrie de campionats de la Lliga Americana de 2004 al Fenway Park.

Es disputen a l'octubre. El vencedor obté el dret de participar en les Sèries Mundials de beisbol enfront del vencedor de la Lliga Nacional de Beisbol.
Es començà a disputar el 1969, quan la Lliga Americana es reestructurà en dues divisions: Est i Oest. Els dos vencedors de cada divisió s'enfrontaren pel campionat al millor de 5 partits. El 1985 el format canvià al millor de 7 partits. El 1994 es reorganitzà de nou amb tres divisions. Els tres campions més un quart partit disputaren les Sèries de Divisió al millor de 5 partits i els dos vencedors, les Sèries de Campionat. Aquest darrer format es manté avui dia.
Abans de 1969 el campió de la Lliga Americana era el millor de la fase regular.

## Historial

### Campions anteriors (1901-1968)
- 1901 Chicago White Sox
- 1902 Philadelphia Athletics
- 1903 Boston Americans
- 1904 Boston Americans
- 1905 Philadelphia Athletics
- 1906 Chicago White Sox
- 1907 Detroit Tigers
- 1908 Detroit Tigers
- 1909 Detroit Tigers
- 1910 Philadelphia Athletics
- 1911 Philadelphia Athletics
- 1912 Boston Red Sox
- 1913 Philadelphia Athletics
- 1914 Philadelphia Athletics
- 1915 Boston Red Sox
- 1916 Boston Red Sox
- 1917 Chicago White Sox
- 1918 Boston Red Sox
- 1919 Chicago White Sox
- 1920 Cleveland Indians
- 1921 New York Yankees
- 1922 New York Yankees
- 1923 New York Yankees
- 1924 Washington Senators
- 1925 Washington Senators
- 1926 New York Yankees
- 1927 New York Yankees
- 1928 New York Yankees
- 1929 Philadelphia Athletics
- 1930 Philadelphia Athletics
- 1931 Philadelphia Athletics
- 1932 New York Yankees
- 1933 Washington Senators
- 1934 Detroit Tigers
- 1935 Detroit Tigers
- 1936 New York Yankees
- 1937 New York Yankees
- 1938 New York Yankees
- 1939 New York Yankees
- 1940 Detroit Tigers
- 1941 New York Yankees
- 1942 New York Yankees
- 1943 New York Yankees
- 1944 St. Louis Browns
- 1945 Detroit Tigers
- 1946 Boston Red Sox
- 1947 New York Yankees
- 1948 Cleveland Indians
- 1949 New York Yankees
- 1950 New York Yankees
- 1951 New York Yankees
- 1952 New York Yankees
- 1953 New York Yankees
- 1954 Cleveland Indians
- 1955 New York Yankees
- 1956 New York Yankees
- 1957 New York Yankees
- 1958 New York Yankees
- 1959 Chicago White Sox
- 1960 New York Yankees
- 1961 New York Yankees
- 1962 New York Yankees
- 1963 New York Yankees
- 1964 New York Yankees
- 1965 Minnesota Twins
- 1966 Baltimore Orioles
- 1967 Boston Red Sox
- 1968 Detroit Tigers

### Sèries de Campionat (1969-present)
| Any  | Campió                                 | Perdedor                               | Resultat                               |                                        |
| ---- | -------------------------------------- | -------------------------------------- | -------------------------------------- | -------------------------------------- |
| 1969 | Baltimore Orioles                      | Minnesota Twins                        | 3-0                                    |                                        |
| 1970 | Baltimore Orioles                      | Minnesota Twins                        | 3-0                                    |                                        |
| 1971 | Baltimore Orioles                      | Oakland Athletics                      | 3-0                                    |                                        |
| 1972 | Oakland Athletics                      | Detroit Tigers                         | 3-2                                    |                                        |
| 1973 | Oakland Athletics                      | Baltimore Orioles                      | 3-2                                    |                                        |
| 1974 | Oakland Athletics                      | Baltimore Orioles                      | 3-1                                    |                                        |
| 1975 | Boston Red Sox                         | Oakland Athletics                      | 3-0                                    |                                        |
| 1976 | New York Yankees                       | Kansas City Royals                     | 3-2                                    |                                        |
| 1977 | New York Yankees                       | Kansas City Royals                     | 3-2                                    |                                        |
| 1978 | New York Yankees                       | Kansas City Royals                     | 3-1                                    |                                        |
| 1979 | Baltimore Orioles                      | California Angels                      | 3-1                                    |                                        |
| 1980 | Kansas City Royals                     | New York Yankees                       | 3-0                                    |                                        |
| 1981 | New York Yankees                       | Oakland Athletics                      | 3-0                                    |                                        |
| 1982 | Milwaukee Brewers                      | California Angels                      | 3-2                                    |                                        |
| 1983 | Baltimore Orioles                      | Chicago White Sox                      | 3-1                                    |                                        |
| 1984 | Detroit Tigers                         | Kansas City Royals                     | 3-0                                    |                                        |
| 1985 | Kansas City Royals                     | Toronto Blue Jays                      | 4-3                                    |                                        |
| 1986 | Boston Red Sox                         | California Angels                      | 4-3                                    |                                        |
| 1987 | Minnesota Twins                        | Detroit Tigers                         | 4-1                                    |                                        |
| 1988 | Oakland Athletics                      | Boston Red Sox                         | 4-0                                    |                                        |
| 1989 | Oakland Athletics                      | Toronto Blue Jays                      | 4-1                                    |                                        |
| 1990 | Oakland Athletics                      | Boston Red Sox                         | 4-0                                    |                                        |
| 1991 | Minnesota Twins                        | Toronto Blue Jays                      | 4-1                                    |                                        |
| 1992 | Toronto Blue Jays                      | Oakland Athletics                      | 4-2                                    |                                        |
| 1993 | Toronto Blue Jays                      | Chicago White Sox                      | 4-2                                    |                                        |
| 1994 | No es disputà per la vaga de jugadors. | No es disputà per la vaga de jugadors. | No es disputà per la vaga de jugadors. | No es disputà per la vaga de jugadors. |
| 1995 | Cleveland Indians                      | Seattle Mariners                       | 4-2                                    |                                        |
| 1996 | New York Yankees                       | Baltimore Orioles†                     | 4-1                                    |                                        |
| 1997 | Cleveland Indians                      | Baltimore Orioles                      | 4-2                                    |                                        |
| 1998 | New York Yankees                       | Cleveland Indians                      | 4-2                                    |                                        |
| 1999 | New York Yankees                       | Boston Red Sox†                        | 4-1                                    |                                        |
| 2000 | New York Yankees                       | Seattle Mariners†                      | 4-2                                    |                                        |
| 2001 | New York Yankees                       | Seattle Mariners                       | 4-1                                    |                                        |
| 2002 | Anaheim Angels†                        | Minnesota Twins                        | 4-1                                    |                                        |
| 2003 | New York Yankees                       | Boston Red Sox†                        | 4-3                                    |                                        |
| 2004 | Boston Red Sox†                        | New York Yankees                       | 4-3                                    |                                        |
| 2005 | Chicago White Sox                      | Los Angeles Angels of Anaheim          | 4-1                                    |                                        |
| 2006 | Detroit Tigers†                        | Oakland Athletics                      | 4-0                                    |                                        |
| 2007 | Boston Red Sox                         | Cleveland Indians                      | 4-3                                    |                                        |
| 2008 | Tampa Bay Rays                         | Boston Red Sox†                        | 4-3                                    |                                        |

† Equip amb wild-card (des de 1995).